# La leyenda del gran judo
La leyenda del gran judo (姿三四郎 Sugata Sanshirō?) es una película japonesa del año 1943 rodada en blanco y negro y protagonizada por Denjiro Okochi, Susumu Fujita y Yukiko Todoroki. Está basada en la novela Sanshiro Sugata, de Tsuneo Tomita, y es relevante por ser el primer filme dirigido por Akira Kurosawa.

## Antecedentes
Akira Kurosawa nació en Tokio en 1910 en el seno de una familia de antiguos samuráis. Su padre, Isamu, era un militar que llegó a dirigir el Instituto de Educación Física del Ejército, donde promovió deportes tradicionales japoneses como el judo y el kendo —deporte que también llegaría a practicar Akira—, pero también otros procedentes del extranjero, como el béisbol y la natación. Aunque conservador y antisocialista, Isamu Kurosawa era de ideas moderadas y aficionado al cine, y transmitió esa afición a su hijo. En 1930 Akira fue declarado no apto para el servicio militar por un médico amigo de su padre, lo que evitó que más tarde tuviera que participar en la guerra. Por esa época, su interés era la pintura, aunque suspendió el examen de entrada en una escuela de arte. Llegó a unirse a la marxista Liga de Artistas Proletarios entre 1929 y 1932, aunque él afirmaría más tarde que nunca llegó a considerarse comunista. Permaneció indeciso acerca de su futuro hasta finales de 1935, cuando vio un anuncio de Photo Chemical Laboratories (PCL) que solicitaba ayudantes de dirección.
Los amplios conocimientos de Kurosawa sobre cine, literatura y pintura, tanto japoneses como extranjeros, convencieron a PCL y fue contratado como ayudante de director en febrero de 1936. Allí trabajó con varios directores, pero principalmente con Kajiro Yamamoto, a quien consideró siempre como su maestro y quien le dio oportunidades para adquirir experiencia profesional, no solo como ayudante de dirección, sino también como guionista y montador. También coincidió con otros dos ayudantes con los que hizo amistad y llegó a compartir vivienda: Senkichi Taniguchi e Ishiro Honda. En 1937 PCL se fusionó con otras compañías y formó la productora Toho, un estudio que ofrecía oportunidades de formación a sus ayudantes para que llegaran a ser directores. En el verano de ese año, al estar Honda en el Ejército y Taniguchi ocupado en otros cometidos, Kurosawa fue designado primer ayudante de Yamamoto. El director apreció el talento de su discípulo y le animó a escribir guiones como primer paso hacia la dirección. Kurosawa comenzó a ver publicados sus guiones en revistas especializadas y a ganar premios por ellos y, a finales de la década de 1930 su prestigio en el estudio era ya considerable.
En 1940 Kurosawa colaboró con Yamamoto en El caballo (Uma), un filme que versaba sobre la relación entre una joven y su potro. Puesto que el director estaba muy ocupado con otras películas de Toho, Kurosawa actuó con una gran libertad dirigiendo el rodaje de numerosas escenas y consiguió tanto adquirir una considerable experiencia como ganar un notable respeto por parte del resto del equipo. La película fue estrenada en 1941 con gran éxito de crítica y público. Después de El caballo, Kurosawa continuó escribiendo guiones. Algunos fueron llevados a la pantalla y otros le valieron premios y prestigio, pero no consiguió que le confiaran la dirección de ninguno de ellos. Varios fueron rechazados por la fuerte censura, que desaprobaba todo lo que le parecía influencia occidental, sobre todo tras el ataque japonés a Estados Unidos.

## La novela
En 1942 Kurosawa descubrió en la prensa la publicidad de un libro de próxima aparición: Sanshiro Sugata, de Tsuneo Tomita. El cineasta finalmente creyó haber encontrado una buena base para una película, pero el departamento de producción de Toho no quiso negociar los derechos hasta que el libro fuera publicado. Cuando salió al mercado, Kurosawa confirmó que era una excelente base para una película, aunque hubo que esperar a que el novelista dejase de negociar con las productoras Daiei y Shochiku. Finalmente, parece que fue la intervención de la esposa de Tomita la que decidió a este a favor de Kurosawa y Toho. El director escribió rápidamente un guion y lo presentó a Yamamoto, quien lo leyó con gran interés.
Sanshiro Sugata es una variante de Musashi Miyamoto, una popularísima novela autobiográfica escrita por Eiji Yoshikawa y publicada en la segunda mitad de la década de 1930 que trata sobre el avance espiritual del hábil pero salvaje espadachín que da nombre al libro. Tras confiar plenamente en su maestro, supera varias pruebas ante rivales con creciente nivel de destreza. Tomita era un maestro de judo y se inspiró en el maestro de su padre —Tsunejiro Tomita, a su vez un afamado maestro de ese arte marcial— para perfilar el personaje de Yano, el maestro de Sanshiro. El argumento es paralelo al de la novela de Yoshikawa, pero trasladando la acción de la esgrima al judo.

## Sinopsis

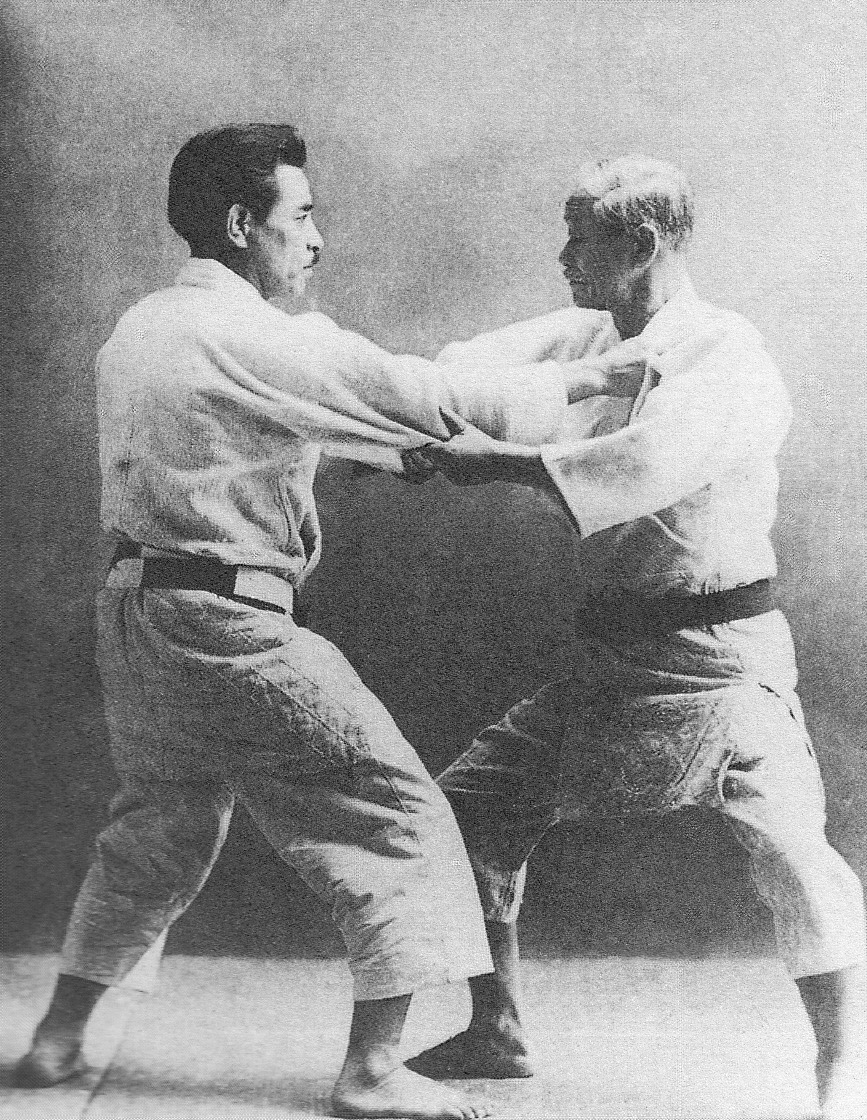
El maestro Jano está inspirado en Jigoro Kano, creador del judo (derecha).

La acción se sitúa en el Japón de 1882, durante la Era Meiji. Sanshiro Sugata es un joven algo rústico que desea aprender jiu-jitsu. Acude para ello al gimnasio del maestro Momma y asiste a una emboscada que este y sus discípulos tienden a Soghoro Jano, maestro de la nueva disciplina del judo. Jano derrota a todos sus rivales y Sanshiro opta por estudiar con él.
Sanshiro domina pronto la técnica, pero es impulsivo y su maestro le reprocha no ser fiel al espíritu del judo. Dolido por las críticas, Sanshiro se arroja a un estanque del jardín y afirma que no saldrá de allí hasta que se le pidan disculpas, a lo que el maestro se niega. A la mañana siguiente, y tras contemplar la hermosa apertura de una flor de loto, Sanshiro decide abandonar el estanque y pedir perdón a Jano.
Sanshiro deberá enfrentarse a Murai, maestro de jiu-jitsu, de cuya hija Sayo se ha enamorado. Tras derrotarle, se enfrenta en combate a muerte con Higaki Gennosuke, discípulo de Murai. El combate es al aire libre, en la ladera de una montaña batida por el viento, y la victoria de Sanshiro culminará su aprendizaje.

## Rodaje
A los treinta y dos años y con una amplia experiencia que le daba confianza, Akira Kurosawa comenzó el rodaje de La leyenda del gran judo el 13 de diciembre de 1942. La primera secuencia se rodó en el Santuario Asama de Yokohama, y es aquella en la que Sanshiro y Yano ven a la hija de Munai rezando por su padre. Las escenas de la pelea entre Yano y los practicantes de jiu-jitsu que le atacan se rodaron pocos días más tarde junto al río Handa, en la prefectura de Aichi y con una temperatura extremadamente fría que obligaba a retirar del agua a los actores de inmediato y trasladarlos rápidamente al hotel para que entraran en calor.
La secuencia de la última pelea fue compleja. En el guion se describía claramente cómo las nubes de tormenta se desplazaban con rapidez a causa del viento. Como parecía imposible encontrar una situación así en exteriores, el equipo preparó un decorado, pintó unas nubes y se dispuso a crear el viento con ventiladores. Sin embargo, a Kurosawa no le gustaron los efectos especiales. Pensó que parecería poco auténtico y que estropearía todo el filme. Por ello pidió permiso para rodar en exteriores y la productora le concedió tres días. El equipo se trasladó a la llanura de Sengokuhara, en Hakone. Los dos primeros días no hubo viento, pero el tercero se desató un fortísimo vendaval que hacía que las nubes surcaran el cielo a toda velocidad. A pesar de las duras condiciones y que los dos actores principales solo vestían sus trajes de judo, nadie se quejó.

## Dirección

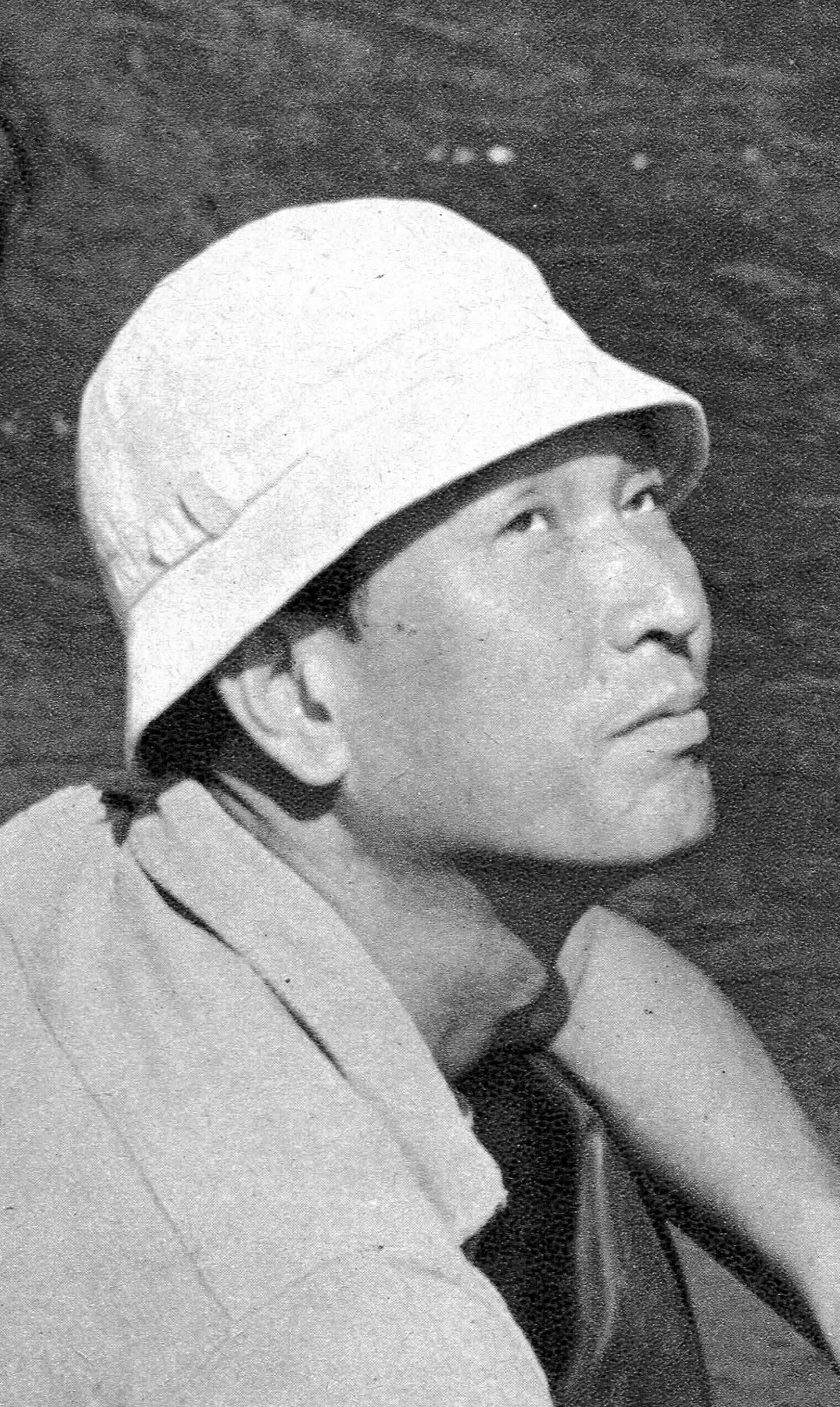
Kurosawa dirigió su primer filme, pero ya tenía amplia experiencia.

Muchos años más tarde, Kurosawa explicó que la libertad proporcionada por Yamamoto durante el rodaje de El caballo le había proporcionado una experiencia con la que no se sintió un novato al debutar con La leyenda del gran judo. También dijo que disfrutó mucho dirigiendo este filme y que, como en aquella época había poca libertad de expresión, prefirió incidir en los efectos puramente cinematográficos.
La leyenda del gran judo muestra ya algunas de las características del posterior cine de Kurosawa. Por ejemplo, su uso del barrido vertical en vez del fundido para puntuar el paso de unas escenas a otras. Una forma más ingeniosa de expresar el transcurso del tiempo es el seguimiento de las vicisitudes del zueco que abandona Sanshiro tras unirse al maestro Jano hasta que aquel termina flotando en el río arrastrado por la corriente.
Una de las escenas que destaca la crítica es la del combate del maestro Jano junto al río debido a la experimentación: la iluminación es escasa, lo que incluso dificulta el seguimiento de la acción; el sonido del viento es importante y anticipa el del combate final; los luchadores salen de campo sin que la cámara se mueva para seguir sus movimientos; la cámara se abate sobre uno de los combatientes cuando cae al suelo...
Una secuencia que no aparece en la novela de Tomita es aquella en la que Sanshiro se arroja al estanque para protestar por el trato que recibe de su maestro. Tanto la zambullida como la revelación que tiene Sanshiro con la flor de loto —un símbolo habitualmente utilizado en el budismo— son creaciones de Kurosawa. La belleza del instante se ve incrementada por el vapor que parece subir desde el agua, un efecto que puede deberse al agua caliente que el equipo arrojó al estanque para que Fujita no se congelase durante aquella noche invernal. La importancia de la secuencia viene realzada por menciones que se hacen posteriormente a la misma.
Los estudiosos también han destacado detalles como el panel que cae a velocidad lenta sobre un luchador vencido, anticipando una escena similar en Los siete samuráis. Este tipo de detalles influyeron en directores estadounidenses como Sam Peckinpah.
En sentido muy distinto, han sido destacadas las secuencias en las que aparece Sayo. En la primera de ellas está rezando por su padre en el templo y luego hay un descenso por una escalera. El seguimiento que hace Sanshiro da lugar a nuevos encuentros impregnados de un suave erotismo.
Pero la secuencia más destacada es la anteriormente comentada del combate final entre Sanshiro y Gennosuke, hasta el punto de que el historiador Donald Richie la definió como «la más famosa de todo el cine japonés». Tuvo un considerable impacto y sirvió de modelo para numerosas escenas similares en películas de samuráis.

## Actores y personajes

### Shogoro Jano
Denjiro Okochi interpreta a Shogoro Jano, un personaje inspirado en Jigoro Kano, fundador del judo, una nueva arte marcial que compite con el tradicional jiu-jitsu. Jano es el primero de los maestros que aparecen en diversas películas de Kurosawa sirviendo de guía a sus respectivos aprendices, como el comisario Sato en El perro rabioso, Kambei y Kyuzo en Los siete samurais o el médico que da nombre a Barbarroja. Okochi era el actor más conocido y por eso cobró más que Fujita y su nombre aparece antes en los títulos.

### Sanshiro Sugata

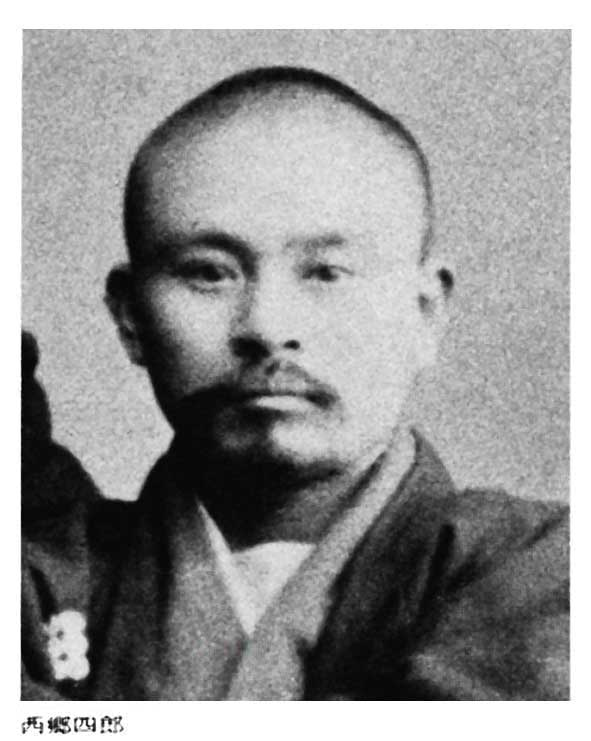
Sanshiro está inspirado en el yudoca Saigo Shiro.

Aunque su personaje es más importante, Susumu Fujita cobró menos por su trabajo que Denjiro Okochi, que era un actor más reputado. La leyenda del gran judo lanzó su carrera. El actor llevaba trabajando en Toho desde 1939, sobre todo en películas bélicas, pero todavía no pasaba de ser una promesa. Tenía unos expresivos ojos que contrastaban con su imponente físico. Fujita continuó colaborando con Kurosawa en varias películas más hasta el final de la década, momento en que fue sustituido en su protagonismo por Toshiro Mifune. Años más tarde interpretó pequeños papeles en otros filmes del ya consagrado director.
El personaje de Sanshiro está inspirado en el judoka Saigo Shiro, quien fue reclutado por Jigoro Kano para su escuela. Es un joven de condición humilde y modales rudos que quiere iniciarse en las artes marciales. Anticipa otros futuros personajes de Kurosawa en cuanto que sigue un proceso de aprendizaje doble: el del arte marcial que ha elegido y el de la espiritualidad a través de la ayuda de su maestro.

### Otros personajes
En una película esencialmente masculina, hay un personaje femenino de gran importancia. Sayo, interpretada por Yukiko Todoroki, es la hija del maestro Murai, uno de los oponentes de Sanshiro. Pese a ello, el amor surgirá entre los dos jóvenes, con un suave tratamiento del erotismo por parte de Kurosawa.
Hansuke Murai, interpretado por Takashi Shimura, es un veterano maestro de jiu-jitsu y el principal rival de Sanshiro.
Saburo Monma —encarnado por Yoshio Kosugi— es un brutal luchador de jiu-jitsu que se enfrenta a Sanshiro y muere durante el combate.
Osumi —la hija de Monma interpretada por Ranko Hanai— quiere vengar a su padre, que falleció en su enfrentamiento con Sanshiro. Para ello intenta acceder hasta el joven luchador armada con un cuchillo.

## Trasfondo político y social

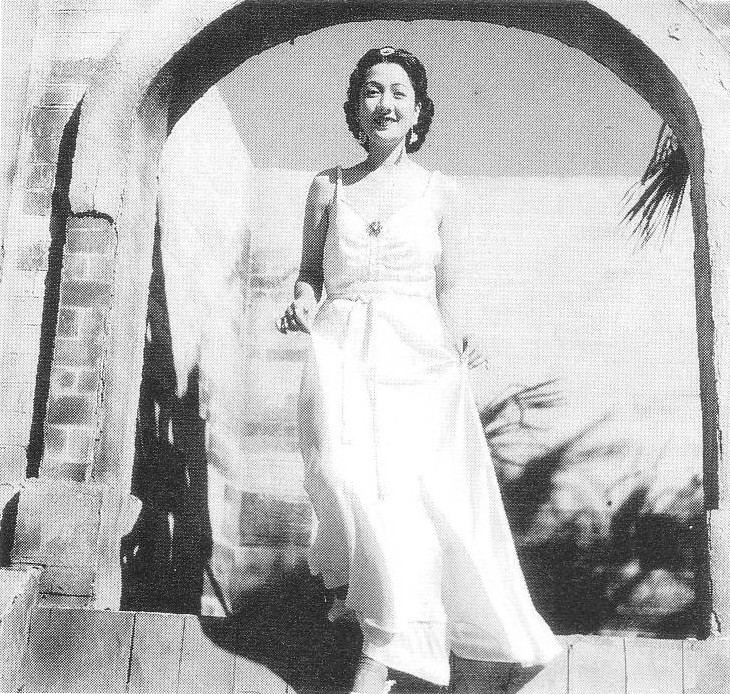
La relación de Sanshiro con Sayo —Yukiko Todoroki– pareció demasiado occidental a la censura.

La película es fruto tanto del tiempo en que fue rodada, con la explosión nacionalista que dio lugar a la guerra, como del período Meiji en el que se sitúa la acción, caracterizado por la apertura a Occidente. Por un lado hay un discurso tradicionalista que subraya los valores de la educación japonesa, tales como autodisciplina, confianza en la jerarquía y fe en el espíritu; por otro lado hay una defensa de la renovación, con una sustitución de un arte marcial antiguo por otro más refinado.
Pese al mensaje tradicional, Kurosawa tuvo que enfrentarse por primera vez con la censura. El comité hizo que se sentara ante ellos y al director le pareció que estaba siendo juzgado por haber cometido un crimen. En principio, la película no debería haber tenido problema alguno; trataba sobre artes marciales japonesas y su espiritualidad, y la vestimenta del antagonista de Sanshiro sugería que estaba corrompido por Occidente. Sin embargo, el director tuvo que escuchar el reproche de que su filme parecía demasiado «británico-americano», sobre todo en las escenas románticas. Tuvo que tomar la palabra el prestigioso director Yasujiru Ozu, que era parte del comité, para decir que La leyenda del gran judo era una obra maestra, con lo que concluyó el proceso.

## Recepción
La leyenda del gran judo se estrenó el 25 de marzo de 1943 y tuvo una gran acogida por parte de la crítica. También fue un éxito de público, lo que se explica tanto por el éxito previo de la novela en la que se basaba la película como por el hecho de que se estrenaban pocos filmes en aquella época. Kurosawa recibió el Premio Nacional de Cine de manos del primer ministro. El filme recibió también el Premio Sadao Yamanaka, creado en honor del fallecido director japonés, y quedó segunda en la clasificación de las mejores películas del año.

## Mutilación

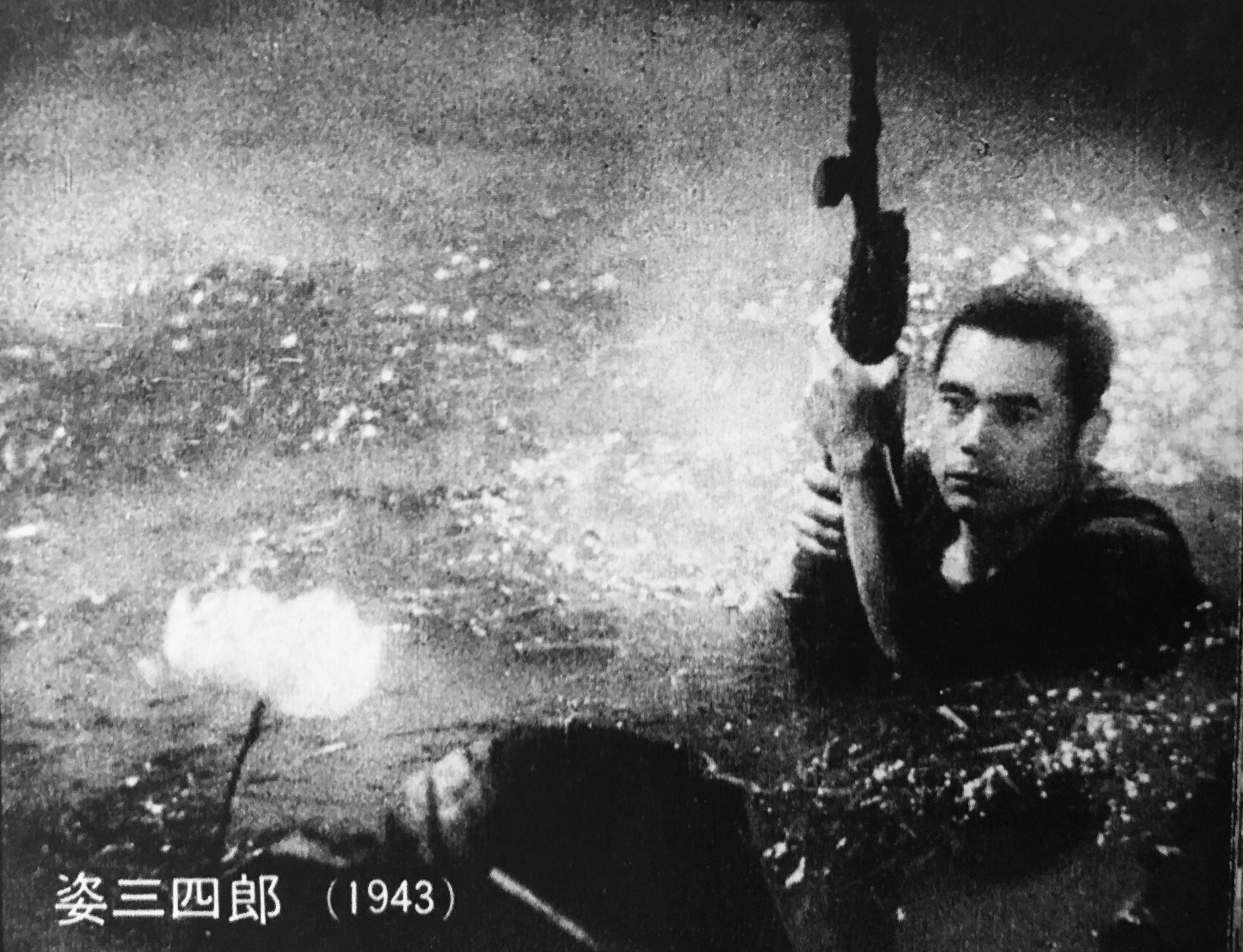
Imagen de la secuencia en la que Sugata permanece sumergido en el estanque.

La película fue reestrenada en 1944, momento en que se cortaron varias escenas para reducir la duración del filme. Al parecer, la destrucción de numerosas salas de exhibición hizo que el gobierno japonés aprobara una norma por la que se reducía la duración de las cintas a fin de permitir la proyección de un mayor número de películas en los escasos cines que seguían abiertos.
Otros fragmentos fueron suprimidos por la censura de las fuerzas de ocupación aliadas tras el final de la guerra. Los vencedores consideraban que la perviviencia de ideas del Japón feudal era lo que había hecho posible el militarismo agresivo que condujo a la guerra. Por ello se cortaron ciertas referencias a la necesidad de mantener una obediencia ciega al maestro.
Posteriormente se comprobó que se habían perdido unos diecisiete minutos de los noventa y siete que la película tenía originalmente. Puesto que no eran secuencias imprescindibles, en 1952 se restauró el filme para su reestreno sustituyendo los vacíos con textos explicativos. La mutilación hace que algunos personajes desaparezcan sin explicación. Esta versión es la que se estrenó en Occidente en 1974, cuando Kurosawa ya era un director consagrado, y la que se difundió posteriormente en vídeo doméstico.
En la última década del siglo XX, tras el derrumbe de la Unión Soviética, se localizó en Moscú un fragmento de la película procedente del Manchukuo y que contenía algunos de los fragmentos perdidos. Gracias a este hallazgo, en 2002 se pudo confeccionar una versión restaurada de noventa y un minutos de duración.

## Secuela yremake
Dada la buena acogida de La leyenda del gran judo, la productora ofreció a Kurosawa realizar una continuación. El resultado fue La nueva leyenda del gran judo (Zoku Sugata Sanshiro), película de 1945 rodada sin mucho interés por el director y que no aporta nada nuevo al tema. Está considerada como la peor película de Kurosawa y se le reprocha un tono de propaganda nacionalista que está ausente en su ópera prima.
En 1965 se rodó una nueva versión de la película en la que Akira Kurosawa ofició de productor, guionista y montador, y Toshiro Mifune interpretaba al maestro Jano.